# Thymus striatus
Thymus striatus ist eine Pflanzenart aus der Gattung der Thymiane (Thymus) in der Familie der Lippenblütler.

## Beschreibung
Thymus striatus ist ein kleiner Strauch, der Thymus atticus ähnelt, aber weniger robust ist. Er bildet holzige, hochgebogene bis niederliegende, nicht-blütentragende Stängel, die gelegentlich an zwei gegenüberliegenden Seiten behaart sind, von denen aufrechte bis aufsteigende,  blütentragende Stängel ausgehen. Die blütentragenden Stängel haben zumindest an der Basis Büschel aus Laubblättern ähnlich den nicht blühenden Stängeln. Die Laubblätter sind 12 bis 20 mm lang und etwa 1 mm breit. Sie sind nahezu stumpf, fast lederig, unbehaart und an der Basis bewimpert. Die Blattadern sind eher unauffällig und verlaufen parallel.
Die Blütenstände sind dichte Köpfe. Die Tragblätter sind purpurn und schmaler als bei Thymus atticus, manchmal gleichen sie den Laubblättern. Sie sind unbehaart oder behaart bis filzig behaart. Der Kelch ist 3 bis 5 mm lang, purpurn und fein behaart, die Aderung ist deutlich erkennbar. Die oberen Zähne sind  lanzettlich. Die Krone ist weißlich, pink oder purpurn gefärbt.
Die Chromosomenzahl beträgt 2n = 26, 28, 42, 56 oder 84.

## Vorkommen und Standorte
Die Art kommt auf der Balkanhalbinsel, in der Mitte und im Süden Italiens sowie auf Sizilien vor.

## Systematik
Man kann zwei Unterarten und eine Varietät unterscheiden:
- Thymus striatus subsp. acicularis (Waldst. & Kit.) Ronniger: Sie kommt in der nordwestlichen Balkanhalbinsel vor.[2]
- Thymus striatus var. ophioliticus (Lacaita) Fiori: Sie kommt in Mittelitalien vor.[2]
- Thymus striatus subsp. striatus: Sie kommt in Südosteuropa in Italien, Albanien, Griechenland, im früheren Jugoslawien, in Bulgarien und im europäischen Teil der Türkei vor.[2]